# Arco-Íris Acadêmicos do Samba
Grêmio Recreativo Cultural Arco-Íris Acadêmicos do Samba é uma escola de samba de Jundiaí, no estado de São Paulo.

## História
Era 27 de Março de 1985, numa tarde de domingo, quando alguns amigos que voltavam de uma partida de futebol, resolveram fazer uma parada no “bar do Caduco”, localizado em um bairro ainda isolado do centro da cidade de Jundiaí, denominado Eloy Chaves, encravado ao pé da serra do Japí. Foi ali que Beneciano Heleno Maxiliano, Mauro Salvador Arila, Irineu Guimarães, Almir Manarolo, Hermínio Caleffo Filho, Rodner Maggi, Norival Bianchi, Ricardo César Chiantini, Caio Vinicius Donatelli, Mizael Vivoni e Milton Santos envolvidos pelo ritmo de um pandeiro despretensioso, começaram a cantar músicas carnavalescas, sambas enredo consagrados, e a comentar o carnaval que havia terminado há pouco. Os amigos Mauro e Norival que já haviam participado de escolas de samba de Jundiaí, idealizaram naquele momento, criar um bloco carnavalesco local, pois eram ainda poucos os moradores e a diversão naquele bairro cercado de muito verde e em grande crescimento populacional, ainda era pouca.
Todos gostaram da proposta e teve início a escolha do nome e das cores para o bloco. Mauro que deu a ideia do bloco, não abriu mão das cores que deveriam ser as mesmas da Estação Primeira de Mangueira, sua escola preferida, ou seja o verde e o rosa. Já para batizar o bloco, a discussão foi mais acirrada, pois cada um tinha várias sugestões.
Foi quando após uma garoa o sol estava se pondo e formou-se no céu um grande arco-íris, que parecia ter inicio no pé da serra e vir terminar nas imediações do bairro. Foi quando Norival Bianchi apressou-se em dizer:
- “O batismo vem dos céus, está ali, este é o nome ARCO-IRIS,” - e todos concordaram imediatamente. Estava nascendo naquele momento uma das mais consagradas escolas de samba de Jundiaí – A Arco-Íris Acadêmicos do Samba.
De lá para cá, há muita história para ser contada, onde tantas pessoas de grande importância passaram por nossa agremiação, que teve como primeiro presidente o Sr. Mauro Ávila. Em tempos depois quem assumiu a presidência e muito se empenhou foi o Sr Herminio Calefo Filho, e posteriormente o Sr Fernando Tadeu Sodelli, foi quem esteve tomou a frente e com muita garra lutou por muitos anos, trabalhando muito em prol da consolidação da Escola, Outros presidentes e muitos colaboradores também deram sua contribuição para o desenvolvimento e a escalada vitoriosa, todos de muita valia para fazer a Arco-Íris ser o que é hoje. Atualmente o presidente é o sr Claudinei Cecatti, que já havia sido vice-presidente no segundo mandato da srª Maria Aparecida Miranda.
Nosso primeiro carnavalesco foi o sr. Mizael Vivoni também conhecido como “Foguinho”, e somente em 1991 quando houve a ascensão para o grupo especial, assumiu a função o carnavalesco Sebastião Fernandes, coincidentemente com a mesma alcunha - “Foguinho” - que era carnavalesco da GRES ÁGUIA DE OURO em São Paulo foi convidado pela diretoria da ARCO ÍRIS e desde então sempre teve uma participação ativa e brilhante à frente da escola.

## Atualidade
Uma das maiores escolas de todos os carnavais jundiaienses, hoje instalada no Centro da cidade (Av. União dos Ferroviários, 1760 / Complexo FEPASA / Poupatempo), ganhou notoriedade após conquistar 12 títulos. Conhecida como campeoníssima do Carnaval Jundiaiense, é admirada por seu desfile requintado, com alegorias e fantasias de alto nível, destacando-se entre todas as agremiações da cidade, tanto pela impressão do público, como também pela mídia. Quando entra na avenida do Samba, a cidade para pra ver a Verde e Rosa passar e com louvor, faz um carnaval de primeiríssima qualidade.
Os ensaios da Arco Íris que acontecem aos Domingos as 19h, são os mais concorridos da cidade, recebendo visitantes de toda a região e que lotam a quadra nos seus ensaios. Cheio de vida, emoção e paixão verde e rosa, a quadra é ponto de encontro de sambistas apaixonados pelo carnaval em Jundiaí.
A Harmonia executa um belíssimo trabalho na quadra e na avenida. Destacando-se em evolução e harmonia,sempre levando a escola a um carnaval brilhante, organizado e apaixonante.
A Comissão de Frente é destaque, nota 10, inovando, criando e coreografando de forma impressionante e diferenciada. Alvo das melhores criticas por parte da mídia local e dos jurados.
A Bateria Nota 10 é sinônimo de inovação, garra e é muito tradicional na cidade. Hoje comandada pelo mestre Alexandre Reis, que com destreza executa o melhor samba da região. A bateria verde e rosa, é abrilhantada com a presença da rainha Joyce Caramelo e as musas Bruna e Samara considerada símbolo de samba no pé, com um dos sambas mais impressionantes de todos os tempos foi eleita diversas vezes, a melhor Rainha de Bateria do Carnaval da cidade.
Os casais de Mestre Sala e Porta Bandeira, são formados por André e Giovanna (1º casal),Lucas e Júlia 
(2 segundo Casal) . Hoje são aplaudidos em pé por onde passam, sinônimo de leveza, graça e fidelidade ao pavilhão e emocionam o grande público que frequenta os ensaios e o carnaval da cidade. Os casais são impressionantemente bem avaliados pela crítica, promessa de futuro promissor para a agremiação.
A ala de baianas é de longe, a mais requintada e com as fantasias mais bem elaboradas da cidade. A G.R.C. Arco Iris Academicos do Samba, que é apadrinhada pela Estação Primeira de Mangueira, traz a tecnologia do Carnaval carioca, motivo pelo qual a beleza da escola impressiona por onde passa. Os adereços e demais alegorias, também confeccionadas por artistas do carnaval carioca e paulistano, onde os belos carros alegóricos se tornam motivo de orgulho para a agremiação e para a cidade, pois embeleza o grupo especial do carnaval e nivela o carnaval jundiaiense como um dos melhores do Estado.
Em 2011, após um tetra campeonato consecutivo, foi derrotada por sua rival, a União da Vila Rio Branco.

## Carnavais
| Ano            | Colocação                | Grupo              | Enredo | Carnavalesco       | Ref.        |
| -------------- | ------------------------ | ------------------ | --- | ------------------ | ----------- |
| 1988           |                          | Acesso             | Brasil, Casa Grande e Senzala                                                                                     | Foguinho Eloy      |             |
| 1990           | 3º Lugar                 | Especial           | Argoreli Fábrica de Ilusões                                                                                       | Foguinho           |             |
| 1992 1993 1995 | 2º Lugar 2º Lugar Campeã | Esp. Esp. Especial | O Dia de Todos os Dias Brasilia da Fantasia Morangou no Reino da Uva                                              | Foguinho Foguinho  |             |
| 1996 1997      | Campeã 2º Lugar          | Especial Esp.      | Sou a fonte com a cor e o sabor da emoção Quando Setembro Vier em Fevereiro na 9 de Julho                         | Foguinho Foguinho  |             |
| 1998           | Campeã                   | Especial           | Vira Virou, o Polytheama voltou                                                                                   | Foguinho           |             |
| 1999           | Campeã                   | Especial           | Doce Bárbaro | Foguinho           |             |
| 2000 2001 2002 | Campeã 2º Lugar          | Especial Esp.      | Feliz Aniversário Brasil Meu Carnaval é Um Negócio da China No Universo Zodiacal, Arco Íris é o Signo do Carnaval | Foguinho Foguinho  |             |
| 2003           | 2º Lugar                 | Especial           | Na Feira da Alegria Sou o Mercador da Folia                                                                       | Foguinho           | [ 3 ]       |
| 2004           | Campeã                   | Especial           | Assim na Terra como no Céu                                                                                        | Foguinho           |             |
| 2005           | Campeã                   | Especial           | H2 Ouro, Água Mineral maior tesouro nacional                                                                      | Foguinho           |             |
| 2006           | Campeã                   | Especial           | 20 anos dourados, sete temas consagrados e um mito lembrado                                                       | Fernando Sodelli   |             |
| 2007           | Campeã                   | Especial           | A sexta maravilha da terra de Petronilha                                                                          | Foguinho           |             |
| 2008           | Campeã                   | Especial           | Sou a Morada do Samba e Não tenho onde Morar                                                                      | Foguinho           |             |
| 2009           | Campeã                   | Especial           | 100 páginas viradas... Sou o presente do passado da futura geração.                                               | Foguinho           |             |
| 2010           | Campeã                   | Especial           | Na corte da alegria a mulher é majestade, coroada com êxito no Salgueiro, Arco-Íris e Mocidade!                   | Foguinho           |             |
| 2011           | 2º Lugar                 | Especial           | Das ondas do radio, as paginas do jornal, Tobias Muzaiel o mestre imortal!                                        | Foguinho           | [ 2 ]       |
| 2012           | 2º Lugar                 | Especial           | Sou mensageiro da alegria, usina de emoção. Tenho duas faces, mas um só coração!                                  | Foguinho e Sodelli | [ 1 ] [ 4 ] |
| 2013           | Campeã                   | Especial           | Sou o Reino Encantado de um Sonho Acordado                                                                        | Foguinho           | [ 5 ] [ 6 ] |
| 2014           | Bi Campeã                | Especial           | Cinco conquistas lá fora, Brasil a bola da vez agora!                                                             | Foguinho           | [ 7 ]       |
| 2015           | 2º Lugar                 | Especial           | Iluminados sejam os mestres que nos ensinaram ontem o que sabemos hoje!                                           | Foguinho           |             |
| 2016           | 3º Lugar                 | Especial           | Da Nostalgia à atualidade, 71 anos brilhando o olho azul da cidade                                                | Foguinho           |             |

2017                                                                                                                  Não houve desfile
2018        4° Lugar          Especial                                       Luxo e glória, Astro da Verde e Rosa, 25 anos de história!                                                Com. Carnaval
2019         Campeã         Especial                                                         Este é o Brasil que queremos                                                                         Foguinho
2020        4º Lugar          Especial                          Exaltação aos guerreiros que brilharam em nossa História de Glórias e Vitórias!                             Foguinho

|  |  |  |  |
|  |  |  |  |
|  |  |  |  |